# Abschnittsbefestigung Hohe Wacht

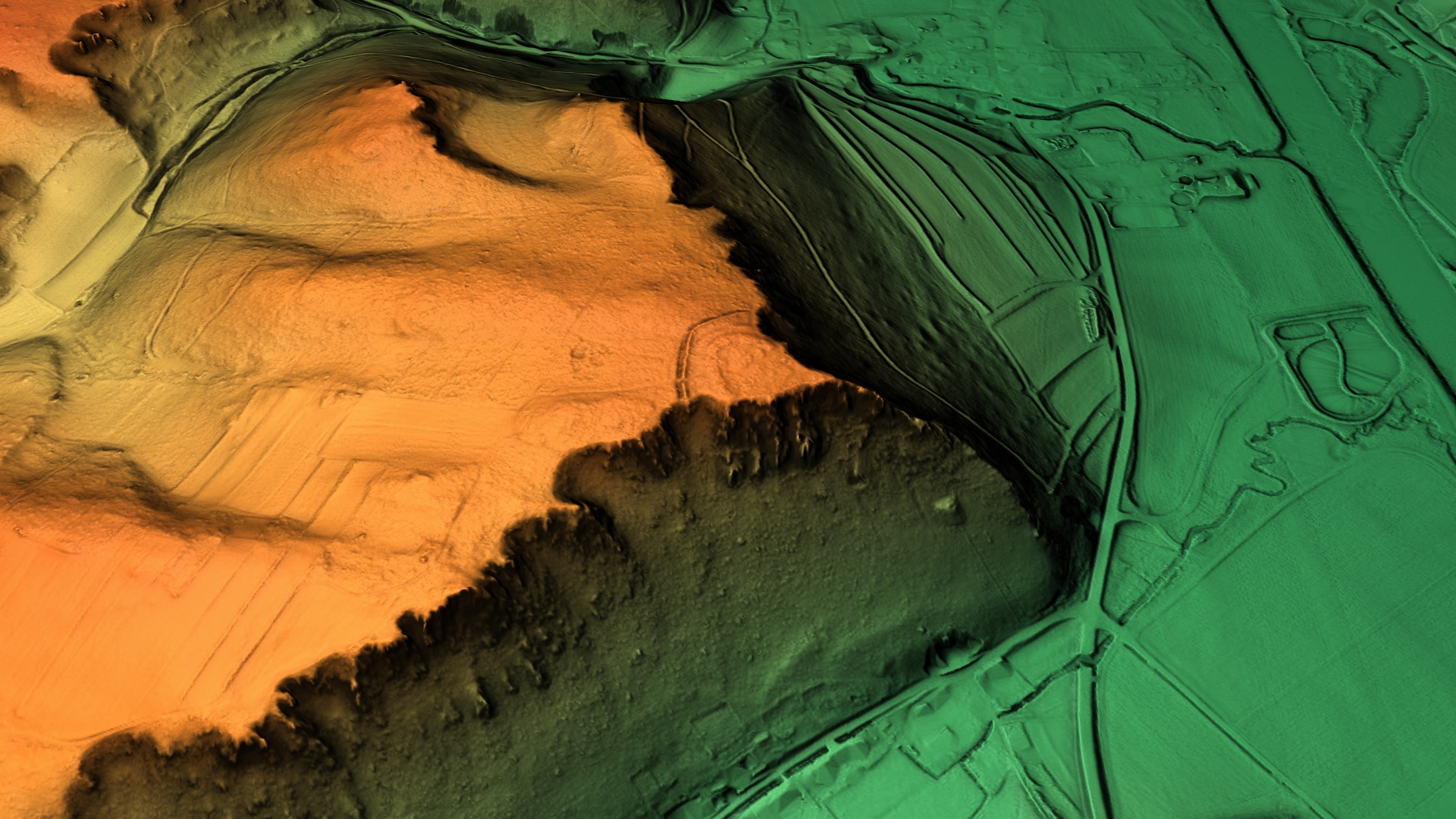
3D-Ansicht des digitalen Geländemodells

Die Abschnittsbefestigung Hohe Wacht liegt etwa 600 m südwestlich der Ortschaft Deising, heute ein Ortsteil der niederbayerischen Stadt Riedenburg im Landkreis Kelheim. Die Anlage wird als Bodendenkmal in der Bayerischen Denkmalliste als „Frühmittelalterliche Abschnittsbefestigung“ unter der Denkmalnummer D-2-7035-0004 geführt.

## Beschreibung
Die Anlage ist von Deising aus über den „Roßkopfsteig“ oder den „Eselsteig“ zu erreichen. Die Anlage liegt auf der Albhochfläche zwischen dem Altmühltal und dem Brunntal auf einer Höhe von 480 Metern und stößt dort wie ein rechtwinkeliges Dreieck nach Osten vor. An beiden Seiten stürzen die Wände der Anlage z. T. senkrecht bis zu 120 m ab und enden in einen kurzen Sporn. 120 m vor dieser Spitze befindet sich ein halbkreisförmig angelegter 3 m  breiter und 110 m langer Graben, dem ein innen 6 m hoher Wall vorgelagert ist. Die Höhendifferenz zwischen Grabensohle und Wallkrone beträgt durchschnittlich 1,6 m. An der Südseite ist der Graben aus dem Felsen herausgehauen, an der Nordseite enden Graben und Wall 5 m vor dem Steilabfall. In 15 m Abstand vom äußeren besteht ein innerer 11 m breiter und 9,5 m hoher Wall zur Hochfläche hin. Bis in der 2. Hälfte des 19. Jahrhunderts war hier noch verfallenes Gemäuer zu erkennen. 
Historische Belege zu der frühmittelalterlichen Anlage liegen nicht vor, auch die hochmittelalterlichen Herren von Deising sind damit nicht in Verbindung zu bringen. Eventuell kam der Wallburg eine Sicherungsfunktion hinsichtlich des Ost-West-Weges durch das Altmühltal zu.